# Stephanos (Grammatiker im 12. Jahrhundert)
Stephanos war ein vermutlich in Konstantinopel lehrender Grammatiker des 12. Jahrhunderts. 
Von seinem bedeutendsten Werk, einem Kommentar zu Aristoteles’ Rhetorik, sind Bemerkungen zu den Büchern 1,2 bis 3,9 überliefert. Im Kommentar wird die Nähe zu Aphthonios und Hermogenes deutlich, deren Lehre er auch im praktischen Unterricht zu vermitteln suchte. Sein Kommentar, der auch von der Beschäftigung mit Geometrie, Philosophie, Theologie und Rhetorik zeugt, ist wahrscheinlich aus der praktischen Lehre im Unterricht hervorgegangen.